# Dorymyrmex insanus

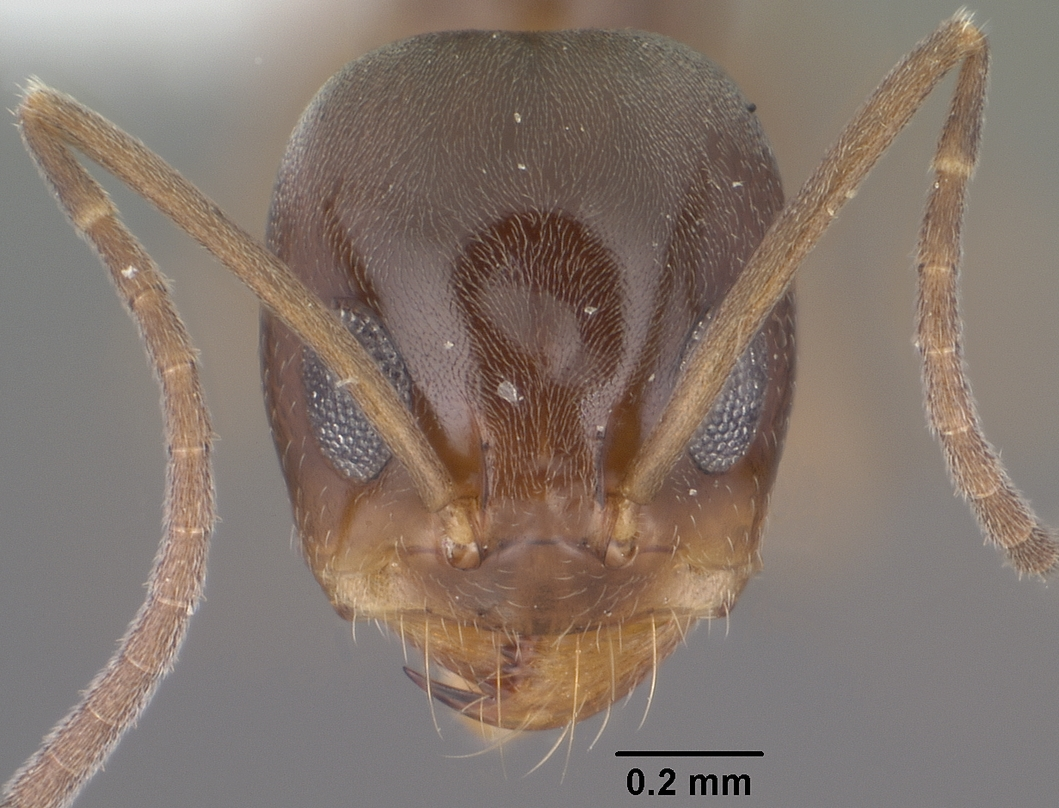
Голова спереди

Dorymyrmex insanus (лат.) — вид мелких муравьёв рода Dorymyrmex из подсемейства долиходерины (Dolichoderinae, Leptomyrmecini). Эндемик Нового Света: Северная Америка (США, Мексика, Гватемала, Коста-Рика, Куба), Южная Америка (Венесуэла, Бразилия, Колумбия, Парагвай). Включён в Международную Красную книгу в статусе уязвимый таксон (VU).

## Описание
Длина рабочих муравьёв составляет около 3 мм. Основная окраска тела коричневая, до чёрной Длина головы рабочих (HL) 0,78—1,16 мм; ширина головы (HW) — 0,70—1,00 мм. Длина скапуса усика (SL): 0,80-1,12 мм. Отличается вогнутым задним краем головы, длинным скапусом (превосходит затылок), выпуклым промезонотумом.
Усики самок и рабочих 12-члениковые (у самцов антенны состоят из 13 сегментов). Нижнечелюстные щупики 6-члениковые, нижнегубные щупики состоят из 4 сегментов. Третий максиллярный членик вытянутый и равен по длине вместе взятым 4+5+6-м сегментам. Жвалы рабочих с 6-9 зубцами; с крупным апикальным зубцом (он значительно длиннее субапикального). Голени средних и задних ног с одной апикальной шпорой. Заднегрудка с проподеальным зубцом, направленным вверх. Стебелёк между грудкой и брюшком состоит из одного сегмента (петиоль). Развит псаммофор. Жало отсутствует. Крылья самцов и самок с закрытой радиальной ячейкой. Гнёзда почвенные с небольшим конусовидным холмиком у входа. Охотятся на мелких насекомых и собирают падь тлей. Вид был впервые описан в 1866 году американским энтомологом Сэмюэлем Ботсфордом Бакли под первоначальным названием Formica insana Buckley, 1866. Ранее часть авторов рассматривала D. insanus в качестве синонима вида Dorymyrmex pyramicus. В 1973—1992 годах включался в составе рода Conomyrma. Видовой статус был подтверждён в ходе ревизии в 2011 году американскими мирмекологами Фабианой Куэццо (Fabiana Cuezzo; Аргентина) и Роберто Гуэрреро (Roberto J. Guerrero; Колумбия)
.